# Palazzo di Piero
Il Palazzo di Piero è una villa o castello (detto localmente "il Palazzo") sito nel comune di Sarteano in stile neogotico realizzato alla fine del XIX secolo modificando una casa fortificata in pietra la cui fondazione risale al XV secolo ad opera di Fabio Sozio, figlio di Piero, soldato di ventura reduce dalla battaglia di Lepanto. Lo stile richiama quello del Palazzo Pubblico di Siena. Il castello è corredato di una cappella risalente agli stessi anni di fondazione del nucleo centrale e da una serie di altri edifici annessi, oltre che da un giardino all'italiana e da un parco di alberi e piante esotiche. Il Palazzo è inoltre centro aziendale della omonima Fattoria Palazzo di Piero di proprietà, come la villa stessa, della famiglia Galeotti Ottieri della Ciaja fin dal XVIII secolo.